# GQ
GQ (колишня назва Gentlemen's Quarterly — «Джентльменський щоквартальник») — це міжнародний щомісячний чоловічий журнал, що видається в Нью-Йорку. Видання фокусується на моді, стилі та культурі для чоловіків, хоча також представлені теми їжі, фільмів, фітнесу, сексу, музики, подорожей, спорту, технологій та книг.

## Історія
Журнал Gentlemen's quarterly був уперше випущений у 1931 році в США під назвою Apparel Arts. Це був чоловічий модний журнал для торгівлі одягом, орієнтований переважно на гуртових покупців і роздрібних продавців. Спочатку він мав дуже обмежений друкований цикл і призначався виключно для інсайдерів галузі, щоб вони могли порадити своїм клієнтам. Популярність журналу серед роздрібних покупців, які часто брали журнал від роздрібних продавців, сприяла створенню журналу Esquire в 1933 році.
Apparel Arts існував до 1957 року, після чого він був перетворений у Gentlemen's Quarterly, який протягом багатьох років видавав Esquire Inc.
«Gentlemen's quarterly» був перейменований на GQ у 1967 році. Регулярність виходу була збільшена з щоквартальної до щомісячної в 1970 році. У 1980 році Condé Nast купило видання, і редактор Арт Купер змінив курс журналу, почавши публікувати статті з моди та позиціонувавши GQ як загальний чоловічий журнал на противагу Esquire. Згодом були запущені міжнародні видання як регіональні адаптації редакційної формули США.
GQ був тісно пов'язаний з метросексуальністю. Письменник Марк Сімпсон створив термін у статті для британської газети The Independent про свій візит на виставку GQ в Лондоні: «Пропаганда метросексуальності була залишена в пресі чоловічого стилю, такі журнали, як The Face, GQ, Esquire, Арена та FHM, нові медіа, які вийшли у вісімдесяті роки і все ще ростуть … Вони заповнили свої журнали зображеннями нарцисистських молодих людей, що займались модним одягом та аксесуарами». Журнал розширив своє покриття, незважаючи на проблеми зі стилем життя. Наприклад, у 2003 році журналістка-премія Сабріна Рубін Ерделі написала 8-сторінкову історію зображень у GQ на знаменитого конфігуратора Стіва Комісара.
У 2010 році журнал запустив GQ.com, щоб забезпечити доступ до свого контенту онлайн. Сьогодні GQ є одним з найбільших та найвпливовіших медіа-брендів в світі, з виданнями в багатьох країнах та з великою аудиторією онлайн.

## Видавці та редактори

###### Видавці США
- Бернард Дж. Міллер (1957–1975)
- Сал Шіліро (1975–1980)
- Стів Флоріо (1975–1985)
- Джек Клігер (1985–1988)
- Майкл Клінтон (1988–1994)
- Майкл Перліс (1994–1995)
- Річард Бекман (1995–1999)
- Том Флоріо (1999–2000)
- Рональд А. Галотті (2000–2003)
- Пітер Кінг Хансінгер (2003–2011)
- Кріс Мітчелл (2011–2014)
- Говард Міттман (2014–2017)

#### Редактори США
- Еверетт Меттлін (1957–1969)
- Джек Хабер (1969–1983)
- Арт Купер (1983–2003)
- Джим Нельсон (2003–2019)
- Вілл Велш (2019–теперішній час)

Редактори Великої Британії
- Пол Кірс (1988–1990)
- Олександра Шульман (1990–1992)
- Майкл Вермюлен (1992–1995)
- Джеймс Браун (1997–1999)
- Том Хейнс (1999)
- Ділан Джонс (1999–2021)
- Адам Байдаві (2021–тепер)

## Дивись також
- Список чоловічих журналів
- Vogue man

## Тираж
Журнал повідомив що середній світовий платний тираж за 2021 рік становить близько 925 000 примірників на місяць у США, а у Великій Британії - близько 115 000 примірників на місяць

## Суперечки

### Gleeсуперечка
У 2010 році журнал GQ зробив фотосесію для трьох дорослих учасниць телевізійного шоу Glee (Діанна Агрон, Леа Мікеле та Корі Монтейт).  Сексуалізація актрис на фотографіях викликала суперечки серед батьків підлітків, які дивляться шоу Glee. Батьківська телерадіокомпанія першою відреагувала на розповсюдження фото, коли воно потрапило до запланованої дати публікації GQ. Їхній президент Тім Вінтер заявив: «Дозволивши такий вид майже порнографічного показу, творці програми встановили свої наміри щодо напрямків шоу. І це не добре для сімей». Фотосесія була опублікована, як і було заплановано, і Дайанна Агрон заявила, що фотографії справді виходять за межі, що вони не представляють її, аніж інші фотосесії журналу, але що вона була 24-річною дорослою дівчиною. фотосесії, і дивувались, чому стурбовані батьки дозволяли своїм восьмирічним дочкам читати будь-який пікантний номер дорослого журналу GQ.

### Критика Біблії та західного літературного канону
19 квітня 2018 року редактори GQ опублікували статтю під назвою «21 книга, яку не потрібно читати», у якій редактори склали список творів, які, на їхню думку, переоцінені та повинні бути пропущені, включаючи Біблію, а також «Ловець у житі», «Алхімік », «Кривавий меридіан », «Прощавай, зброє», «Старий і море», «Володар перснів » і «Захоплення-22».  Стаття викликала негативну реакцію серед інтернет-коментаторів.

### Російські вибухи квартир
Американський журнал GQ у вересні 2009 року опублікував у розділі «передісторія» статтю Скотта Андерсона «Ніхто не наважується назвати це змовою». Перш ніж GQ опублікував статтю, внутрішній електронний лист від юриста Condé Nast називав її «темним приходом Володимира Путіна до влади».  У статті повідомлялося про розслідування Андерсоном вибухів російських квартир у 1999 році та включало інтерв’ю з Михайлом Трепашкіним, який розслідував вибухи, коли він був полковником Федеральної служби безпеки Росії.
Ця історія, включаючи власні висновки Трепашкіна, суперечила офіційному поясненню російського уряду щодо вибухів і критикувала Володимира Путіна, президента Росії.
Керівництво Condé Nast намагалося приховати цю історію від Росії. Він наказав керівникам і редакторам не поширювати цей випуск у Росії та не показувати його «російським урядовцям, журналістам або рекламодавцям».  Керівництво вирішило не публікувати історію на веб-сайті GQ або в іноземних журналах Condé Nast, не оприлюднювати історію, і попросило Андерсона не синдикувати історію «в будь-яких публікаціях, які з’являються в Росії».
Наступного дня після виходу журналу в США блогери опублікували в мережі оригінальний текст англійською мовою та переклад російською мовою.